# Per-Hilding Perjons
Per-Hilding Perjons, även Per Hilding Eriksson, född 21 februari 1911 i Floda församling, Dalarna, död där 29 december 1998, var en svensk målare, verksam i Dala-Floda i Dalarna. Perjons målade naturalistiska porträtt, nakenstudier, landskap och stilleben i en harmonisk kolorit.
Perjons var son till Perjons Per Eriksson som 1905 öppnade ett etnologiskt museum i sitt hem.
Han utbildade sig i sin ungdom på konstskola i Stockholm, men utvecklade snabbt en egen stil och var i stora delar självlärd. Perjons målade både i olja och pastell. Särskilt eftertraktade är hans dalkullor och andra folklivsskildrande tavlor.
Perjons var på 1940-talet medlem av Lindholms nazistiska parti Svensk Socialistisk Samling.
Sedan hans död förvaltas hans släktgård, Perjohnsgården, av en familjestiftelse som genomför utställningar av hans konst.
År 1994 tilldelades han Gagnefs kommuns kulturpris.